# チェスケー・ブヂェヨヴィツェ - グミュント線
チェスケー・ブヂェヨヴィツェ - グミュント線（チェコ語: Železniční trať České Budějovice – Gmünd）は、チェコ鉄道の鉄道線の名称である。路線番号は199。

## 概要
1869年、カイザー・フランツ・ヨーゼフ鉄道によって開業した。ウィーンとチェスケー・ブジェヨヴィツェを最短経路で結ぶ路線である。なお、チェスケー・ヴェレニツェを境に系統が分かれており、チェスケー・ヴェレニツェ以東は事実上オーストリア国鉄800号線の一部である。この路線の距離程はウィーンのフランツ・ヨーゼフ駅の基準で表示されている。また電圧と周波数がオーストリア鉄道の電化方式と違うので、境界駅で機関車が取り替えられるか或いは多重電気システム機関車が運用されている。

## 運行形態[3]
チェスケー・ヴェレニツェ～グミュント間についてはオーストリア国鉄800号線の記事にて記す。

### 快速「スピェシニー(Sp)」
- ヴェレニツェ → ブヂェヨヴィツェ　【平日運行、夏季運休】
夏季を除く平日に、一日片道1本のみの運行。夏季は運休する。
2024年度に運行を開始した。

### 普通
- チェスケー・ブヂェヨヴィツェ～チェスケー・ヴェレニツェ
全て各駅停車。2時間に1本の運行である。また、チェスケー・ブヂェヨヴィツェで220号線のプラハ方面特急と接続する。
2017年以前は、休日4時間に1本の運行であった。また、2015年以前は、グミュント発着の便もあった。

### 臨時列車
- 「国民鉄道の日」快速
年1日のみ、一日1往復の運行。途中、ノヴェー・フラディとボロヴァニのみに停車する。2018年運行。

- 「国民鉄道の日」旧型列車
年1日のみ運行。ブヂェヨヴィツェ - ボロヴァニ間に、一日4往復の運行だが、うち2往復がヴェレニツェまで運行される。途中、ノヴェー・フラディ、ボロヴァニ、ノヴァー・ヴェスに停車する。2018年運行。

- 「ＳＬで南チェコの金曜日」蒸気機関車 
夏の年1日の運行。ブヂェヨヴィツェ → ヴェレニツェ間に、片道1本のみ運行する。途中、ノヴェー・ホヂェヨヴィツェを除く各駅に停車する。2018年運行。

## 駅一覧
以下では、チェコ国鉄199号線の駅と営業キロ、停車列車、接続路線などを一覧表で示す。なお、全て各駅停車である（チェスケー・ヴェレニツェ～グミュント間には快速が運行されるが、通過駅は無い）。
| 路線名 | 駅名                                                 | 駅間営業キロ | 累計営業キロ       | 累計営業キロ         | Sp | Os | 接続路線 | 所在地       | 所在地                         |
| ------ | ---------------------------------------------------- | ------------ | ------------------ | -------------------- | -- | -- | --- | ------------ | ------------------------------ |
| 199    | チェスケー・ヴェレニツェ駅                           | -            | ウィーンから 164.1 | ヴェレニツェから 0.0 | ■  | ■  | 226号線（ヴェセリー方面） オーストリア国鉄 800号線（ウィーン方面）                                             | 南ボヘミア州 | インドルジフーフ・フラデツ郡   |
| 199    | ヴィシネー駅                                         | 7.5          | 171.6              | 7.5                  | ■  | ■  | | 南ボヘミア州 | チェスケー・ブヂェヨヴィツェ郡 |
| 199    | ノヴェー・フラディ駅                                 | 5.5          | 177.1              | 13.0                 | ■  | ■  | | 南ボヘミア州 | チェスケー・ブヂェヨヴィツェ郡 |
| 199    | ペトルジーコフ駅                                     | 4.7          | 181.8              | 17.7                 | ■  | ■  | | 南ボヘミア州 | チェスケー・ブヂェヨヴィツェ郡 |
| 199    | イーロヴィツェ駅                                     | 5.2          | 187.0              | 22.9                 | ｜ | ■  | | 南ボヘミア州 | チェスケー・ブヂェヨヴィツェ郡 |
| 199    | フルボカー・ウ・ボロヴァン駅                         | 3.2          | 190.2              | 26.1                 | ｜ | ■  | | 南ボヘミア州 | チェスケー・ブヂェヨヴィツェ郡 |
| 199    | ボロヴァニ駅                                         | 3.3          | 193.5              | 29.4                 | ■  | ■  | | 南ボヘミア州 | チェスケー・ブヂェヨヴィツェ郡 |
| 199    | ラドスチツェ・ウ・トロツノヴァ駅                     | 2.7          | 196.2              | 32.1                 | ｜ | ■  | | 南ボヘミア州 | チェスケー・ブヂェヨヴィツェ郡 |
| 199    | トロツノフ駅(*1)                                     | 1.8          | 198.0              | 33.9                 | ｜ | ■  | | 南ボヘミア州 | チェスケー・ブヂェヨヴィツェ郡 |
| 199    | ノヴァー・ヴェス・ウ・チェスキーフ・ブヂェヨヴィツ駅 | 7.2          | 205.2              | 41.1                 | ｜ | ■  | | 南ボヘミア州 | チェスケー・ブヂェヨヴィツェ郡 |
| 199    | ノヴェー・ホヂェヨヴィツェ駅                         | 5.6          | 210.8              | 46.7                 | ｜ | ■  | | 南ボヘミア州 | チェスケー・ブヂェヨヴィツェ郡 |
| 199    | チェスキー・ブヂェヨヴィツェ駅                       | 2.6          | 213.4              | 49.3                 | ■  | ■  | 190号線（プロチヴィーン方面） 194号線（ノヴェー・ウードリー方面）、196号線（リンツ方面） 220号線（プラハ方面） | 南ボヘミア州 | チェスケー・ブヂェヨヴィツェ郡 |

(*1) トロツノフ駅は、2021年3月23日 - 11月8日の間、保守工事により休止となる。この間、ラドスチツェ - トロツノフ間に代行バスが運行される。